# Entomophthora israelensis
Entomophthora israelensis är en svampart som beskrevs av Ben Ze'ev & Zelig 1984. Entomophthora israelensis ingår i släktet Entomophthora och familjen Entomophthoraceae.   Inga underarter finns listade i Catalogue of Life.